# Trumais

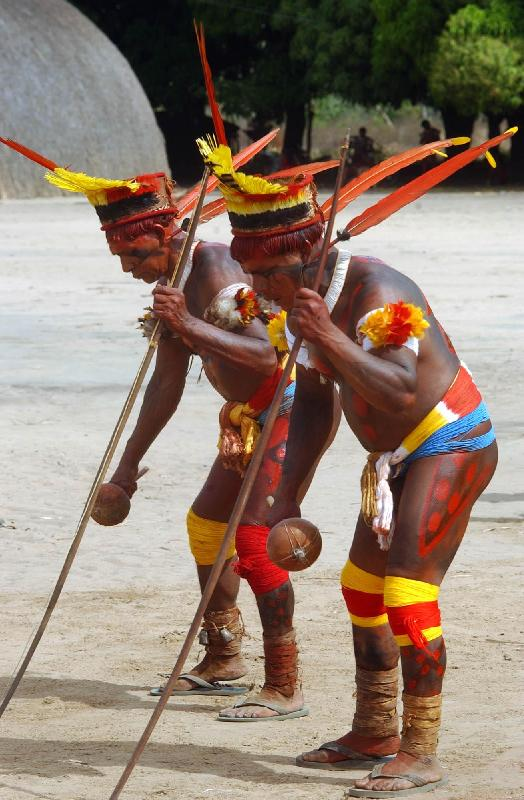
"Dansa davant un tronc".

Els trumais (nom natiu: Ho kod ke) són un poble indígena del Brasil. Viuen actualment al Parc indígena del Xingu, en l'Estat de Mato Grosso. Tenien una població de 97 en 2011. Eren 120 en 2006, mentre que van arribar a ser 26 el 1966. El 2014 augmentaren a 258 individus.

## Història
El Trumái són un dels últims grups que s'han assentat en la part superior del riu Xingu, movent-se allí en el segle XIX de la regió entre els rius Xingu i Araguaia, com a resultat dels atacs d'altres pobles. Actualment viuen en quatre llogarets al Parc nacional, Terra Preta, Boa Esperança, Steinen i Terra Nova, situat a mig camí entre el lloc Leonardo Villas-Boes i el Lloc Indígena Diauarum, on viuen algunes altres famílies.

## Economia
El trumais són agricultors, que conreen principalment mandioca, pebrots i fesols.

## Llengua
El trumaí no està estretament relacionat amb altres idiomes, i se'l considera una llengua aïllada. Està en greu perill d'extinció, perquè els nens s'estan convertint en els parlants natius d'awetï, suyá o portuguès.